# Писарь польный литовский
Писарь польный литовский (лат. notarius campestris) — должностное лицо в Великом княжестве Литовском, в обязанности которого входило составление переписей войска.

## История должности
Вероятней всего эта должность появилось около 1570 года с целью освобождения гетманов от административных обязанностей. Некоторые историки возникновение должности писаря польного относят ко времени правления Сигизмунда I Старого. Малая военная энциклопедия датирует появление такой должности 1510 годом.